# Microchaetina cinerea
Microchaetina cinerea är en tvåvingeart som beskrevs av Wulp 1891. Microchaetina cinerea ingår i släktet Microchaetina och familjen parasitflugor. Inga underarter finns listade i Catalogue of Life.